# Christopher Cheboiboch
Christopher Cheboiboch (* 3. März 1977) ist ein ehemaliger kenianischer Langstreckenläufer, der sich auf den Marathon spezialisiert hatte.

## Werdegang
2002 lief er beim Boston-Marathon 2:09:05 h und beim New-York-City-Marathon persönliche Bestzeit mit 2:08:17 h und wurde in beiden Rennen Zweiter hinter Rodgers Rop.

2003 wurde er Fünfter in Boston und Dritter in New York City. 
Beim Leipzig-Marathon 2004 stellte der damals 27-Jährige mit 2:10:16 h einen Streckenrekord auf. 
2005 siegte er beim Rock ’n’ Roll Marathon in 2:09:17 h.